# Mosteiro de Mor Hananyo
O Mosteiro de Mor Hananyo (em turco: Deyrüzzaferân Manastırı; em siríaco: ܕܝܪܐ ܕܡܪܝ ܚܢܢܝܐ) ou Mosteiro de Santo Ananias é um importante mosteiro ortodoxo sírio localizado três quilômetros a sudeste de Mardim, Turquia, na região cultural siríaca conhecida como Tur Abdim.
É geralmente mais conhecido como "Mosteiro de Açafrão" (em siríaco: ܕܝܪܐ ܕܟܘܪܟܡܐ; romaniz.: Dairo d-Kurkmo; em árabe: دير الزعفران; Dairu 'l-Za'farān), derivado da cor das suas paredes de pedra. A cultura siríaca ortodoxa foi centrada em dois mosteiros perto de Mardim, na parte ocidental de Tur Abdim — o de Mor Gabriel e o de Mor Hananyo.